# Hydroptila berneri
Hydroptila berneri är en nattsländeart som beskrevs av Ross 1941. Hydroptila berneri ingår i släktet Hydroptila och familjen smånattsländor. Inga underarter finns listade i Catalogue of Life.